# Corpo delle Lanterne Bianche
Il Corpo delle Lanterne Bianche (White Lantern Corps) è un'organizzazione immaginaria che compare nei fumetti pubblicati dalla DC Comics.

## Storia
Durante il crossover La notte più profonda del 2009-2010, Nekron uccise un Guardiano e ne utilizzò il sangue come un bozzolo dalla quale riemergere. Ganthet, un altro Guardiano, rivelò che si trattava dell'Entità della Luce Bianca che donò la vita a tutta l'esistenza. Rivelò altresì, che la vita ebbe inizio sulla Terra. I Guardiani mentirono sempre su questo fatto, nascondendo la verità  al fine di proteggere l'Entità e di giustificare il proprio potere. Nekron accoltellò l'Entità, e tutti gli esseri viventi dell'universo sentirono quel dolore.
La Lanterna Verde Hal Jordan comprese che quest'Entità era della stessa natura di tutte le altre entità che il Corpo delle Lanterne Verdi aveva incontrato fino a quel momento, come Parallax o Ion, e in caso di necessità poteva fungere da "guida". Tentò di fondersi con essa, ma fu fermato da Sinestro che ne domandò il grande potere. Sinestro riemerse quando comparve la frase «Thaal Sinestro di Korugar. Il Destino attende!» su una casella di testo di una Lanterna Bianca. Sinestro si dimostrò immeritevole di tanto potere dopo essersi dichiarato la più grande Lanterna mai esistita. L'Entità era trattenuta al suo interno solo dal suo ego piuttosto che dalla sua volontà di vivere. Hal Jordan prese allora il potere e trasformò un numero di eroi morti e resuscitati come Lanterne Nere in Lanterne Bianche. Riuscì nella sua impresa poiché costoro desideravano tornare in vita nonostante Nekron glielo avesse vietato tramutandoli in Lanterne Nere. Quando gli eroi furono resuscitati, la casella bianca di testo recava la parola "Vivi!".
La lista includeva: Superman, Superboy, Wonder Woman, Donna Troy, Flash, Ice, Animal Man, Kid Flash e Freccia Verde. Quindi, Jordan utilizzò il potere dell'entità e gli anelli per portare i morti, o le Lanterne Nere, in vita, incluso Mano Nera, tagliando Nekron completamente fuori dalla scena.
Dopo la sconfitta di Nekron tutti gli eroi che furono tramutati in Lanterne Bianche vennero dimessi dal Corpo. Anche Deadman poté divenire una Lanterna Bianca, come suggerito da Geoff Johns. Come notato in brightest day n. 1, lo si vide come l'unico personaggio resuscitato ad indossare ancora un anello bianco del potere.
Più Tardi, Kyle Rayner imparò a controllare l'intero spettro emozionale; l'unione dei sette colori del medesimo lo trasformò in una Lanterna Bianca, riuscendo a tenere testa al Terzo Esercito ed ai Guardiani. Poco poté, tuttavia, contro Volthoom, la Prima Lanterna.

## Poteri e abilità
Ogni Lanterna Bianca possiede un anello bianco del potere che dona a chi lo utilizza il controllo sul mondo fisico, finché il portatore è mentalmente in grado di utilizzarlo. L'anello è una delle armi più potenti dell'universo, e può essere molto pericoloso. Il portatore originale dell'"Entità", Sinestro, mostrò l'abilità di sbarazzarsi di sciami di Lanterne Nere senza alcuno sforzo e descrisse tale potere come "divino". Sembrò anche essere divenuto immortale, in grado di sopravvivere alle ferite più gravi e di guarire nel giro di pochissimi istanti. Quando Hal Jordan sfruttò questo potere, dimostrò l'abilità di creare anelli aggiuntivi, resuscitando gli eroi che Nekron aveva chiamato alla semi-vita. Deadman è stato il primo a possedere un anello bianco del potere, e dimostrò l'abilità di riportare in vita un uccellino che morì cadendo dal suo nido. Riuscì anche a trasformare l'area devastata da Prometheus in una foresta, anche se tale capacità sembrò lavorare attraverso l'Entità, in quanto non riesce ancora a controllarne il potere a pieno.
Durante gli eventi di "L'Ira della Prima Lanterna" (Nella Saga Nuovi Guardiani) Kyle Rayner riesce a padroneggiare i poteri di tutti e 7 i corpi delle lanterne, diventando a tutti gli effetti l'unica lanterna bianca esistente dai tempi delle saghe "La Notte più Profonda" e il successivo "Nel Giorno  più Splendente".

## Entità
In La notte più profonda n. 7, Nekron dissotterrò una creatura alla quale si riferì chiamandola "L'Entità". Come Mano Nera, Questa Entità non appartiene allo Spettro emozionale, ma invece è l'impersonificazione della luce bianca che crea la vita. Non si sa se la nascita dell'Entità fu accidentale o pianificata. Come la luce combatte l'oscurità, le stelle e i pianeti nacquero includendo un pianeta in cui entrò l'Entità, la Terra. Quando l'influenza dell'"Entità" si diffuse, fu creata la vita e, con essa, le emozioni. Non appena le emozioni cominciarono a manifestarsi, si manifestarono anche le sette impersonificazioni.
Tuttora sembra che "L'Entità" risieda nella Batteria Bianca del Potere Centrale che giace a Silver City.